# Aubrieta scardica
Aubrieta scardica là một loài thực vật có hoa trong họ Cải. Loài này được (Wettst.) Gustavsson mô tả khoa học đầu tiên năm 1986.